# Kuami Agboh
Kuami Agboh (Tsévié, 1977. december 28. – ) togói válogatott labdarúgó. 

## Pályafutása

### Klubcsapatban
Franciaországban az Auxerre utánpótlásában nevelkedett. 1997 és 2003 között szerepelt a felnőttcsapatban. A 2003–04-es szezonban a Grenoble labdarúgója volt, majd visszatért az Auxerre együtteséhez. 2006-ban rövid ideig a belga Beveren csapatában játszott. 2007 és 2008 között a finn MyPa játékosa volt.

### A válogatottban
Utánpótlásszinten francia színekben szerepelt. Részt vett az 1996-os U18-as Európa-bajnokságon és az 1997-es ifjúsági világbajnokságon. 2005 és 2008 között 5 alkalommal szerepelt a togói válogatottban. Részt vett a 2006-os világbajnokságon, ahol a Svájc ellen kezdőként lépett pályára. A Dél-Korea és a Franciaország elleni csoportmérkőzésen nem kapott lehetőséget.